# كريل قزم
كريل قزم (الاسم العلمي: Euphausia nana) هو نوع من المفصليات يتبع جنس الكريل من الفصيلة الكريلية.